# Адельгейми
Адельге́йми, брати Ро́берт (1860, Москва — †1934) і Рафаї́л (1861, Москва —†1938) — російські актори, нар. арт. РРФСР. 
Народилися в Москві в сім'ї лікаря. 
Після закінчення драмаматичної школи у Відні деякий час працювали в Німеччині та Швейцарії; 1894 року повернулись до Росії. Постійно гастролюючи по країні, Адельгейми дуже часто виступали в Києві, Харкові, Одесі. 

## Ролі
Головні ролі Роберта Адельгейма: Отелло, Гамлет, Річард III (в однойменних трагедіях Шекспіра), Карл Моор («Розбійники» Шіллера), Дон-Жуан («Дон-Жуан» О. Толстого). 
Головні ролі Рафаїла Адельгейма: Яго, Лір («Отелло», «Король Лір» Шекспіра), Франц Моор («Розбійники» Шіллера) та інші.